# مراسلون بلا حدود

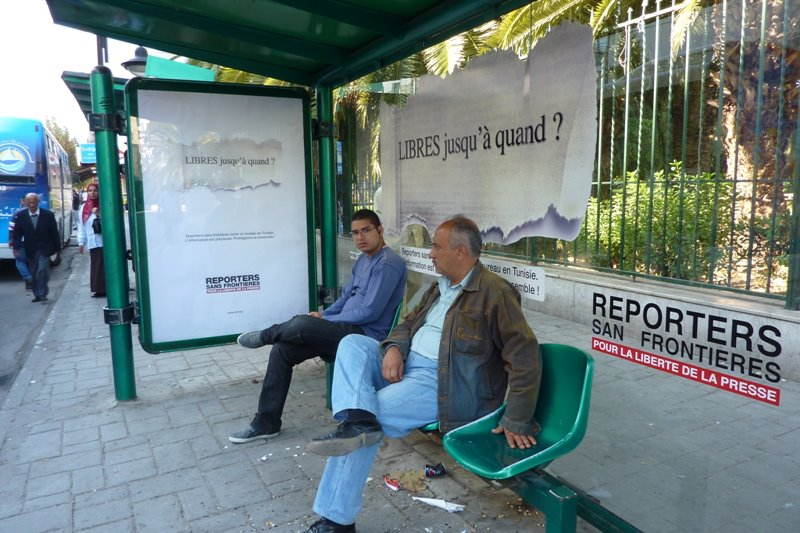
إعلان للمنظمة على جدران موقف حافلات في تونس العاصمة

مراسلون بلا حدود (بالفرنسية: Reporters Sans Frontières)‏ هي منظمة غير حكومية تنشد حرية الصحافة، تتخذ من باريس مقراً لها. وتدعو بشكل أساسي لحرية الصحافة وحرية تداول المعلومات. وللمنظمة صفة مستشار لدى الأمم المتحدة. أسسها روبرت مينارد في العام 1985، وروني براومان رئيس منظمة أطباء بلا حدود، والصحفي جون كلود جويلبواد جون فرانسوا جولار هو أمينها العام منذ 2008. وتحتفل المنظمة في يوم 3 مايو بيوم حرية الصحافة العالمي، وتنشر المنظمة في هذا اليوم تقريراً كاملاً عن حرية الصحافة في أكثر من 50 دولة وهو مقياس حرية الصحافة حول العالم.
حصلت منظمة «مراسلون بلا حدود» على جائزة سخاروف لحرية الفكر من البرلمان الأوروبي سنة 2005.

## أسس ومبادئ المنظمة
تستند منظمة مراسلون بلا حدود إلى المادة 19 من الإعلان العالمي لحقوق الإنسان، التي تنص على أن كل إنسان يملك «الحق في حرية الرأي والتعبير» وأيضا الحرية في «البحث، واستقبال، وتوزيع» المعلومات والأفكار «بغض النظر عن مدى اتساع الحدود التي يصل إليها». أعيد التأكيد على هذه الحقوق من خلال العديد من المواثيق والمعاهدات حول العالم. في أوروبا، هذا الحق متضمن في اتفاقية 1950 المتعلقة بحماية حقوق الإنسان والحقوق الأساسية.
منظمة مراسلون بلا حدود هي عضو مؤسس في شبكة "التبادل الدولي لحرية التعبير (بالإنجليزية: International Freedom of Expression Exchange)‏، وهي شبكة منظمات غير حكومية تقوم بمراقبة انتهاكات حرية التعبير في كافة أنحاء العالم، كما تدافع عن الصحافيين، والكتاب، أو أي شخص معرض للاضطهاد لأنه مارس حقه في حرية التعبير.
نشرت المنظمة، على مر السنوات، عدة كتب تهدف لزيادة الوعي العام حول التهديدات المحدقة بحرية الصحافة حول العالم. من إصدارات المنظمة المنشورة (بالإنجليزية: Handbook for Bloggers and Cyber-Dissidents)‏ «كتيب للمدونين والمعارضين الإنترنتيين»، الذي صدر عام 2005. يوفر الكتيب مساعدات عن كيفية التدوين باسم مستعار وبيان سبل الإفلات من قبضة الرقابة. ويحتوي على إضافات من مدونين صحافيين، أمثال، دان جيلمور، جاي روسين، وإيثان زوكيرمان.

## نبذة تاريخية

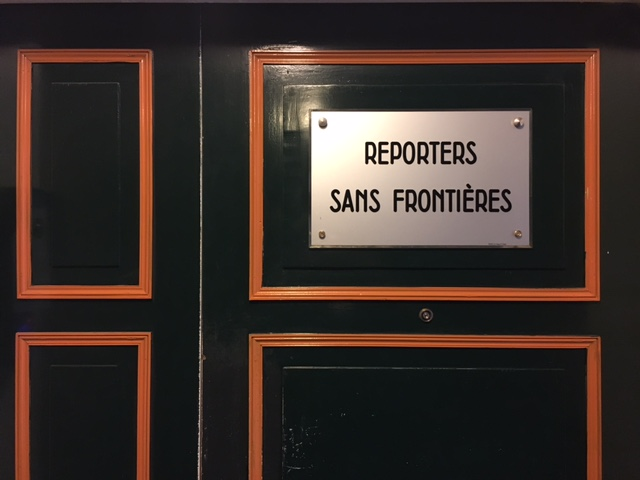
المكتب الرئيسي في باريس

تأسست منظمة مراسلون بلا حدود في مونبلييه، فرنسا في عام 1985 من قبل روبرت مينارد، ريمي لوري، جاك مولينات وإميليان جوبينو. تم تسجيله كمنظمة غير ربحية في عام 1995. كان مينارد السكرتير العام الأول لمنظمة مراسلون بلا حدود، خلفه جان فرانسوا جويلار. تم تعيين كريستوف ديلوار أمينًا عامًا للمنظمة في عام 2012.

## مقياس حرية الصحافة
تقوم منظمة مراسلون بلا حدود بإصدار مقياس منتظم يُعنى بحرية الصحافة حول العالم كل عام، ويعتبر من أهم المؤشرات المعتمدة لتوثيق مدى الحرية والديمقراطية في مختلف دول العالم ويسمى المسح السنوي بـمقياس حرية الصحافة حول العالم.

## مؤشر حرية الصحافة العالمي

مؤشر حرية الصحافة في 30 مارس 2010 الذي أصدرته المنظمة

تجمع المنظمة وتنشر سنوياً ترتيب البلدان بناءً على تقييم المنظمة لسجل حرية الصحافة في كل دولة. وتستبعد الدول الصغيرة، مثل مالطا وأندورا. نشرت قائمة عام 2008 في 21 أكتوبر من نفس السنة.
التقرير مبني على استبيان أرسل إلى منظمات متشاركة مع منظمة مراسلون بلا حدود (14 «مجموعة حرية تعبير» في خمس قارات) و 130 مراسل حول العالم، بالإضافة إلى صحفيين، وباحثين، وقانونيين، ونشطاء في حقوق الإنسان.
يتضمن الاستبيان أسئلة عن الاعتداءات التي طالت صحفيين وإعلاميين بالإضافة إلى المصادر التي سببت ضغوطاً على الصحافة الحرة. تحرص المنظمة على لفت الانتباه إلى أن المؤشر يتعامل فقط مع حرية الصحافة، ولا يقيس جودة الصحافة.

## الإعلانات والرسائل
- أصدرت منظمة مراسلون بلا حدود في 15 كانون الثاني / يناير 2022 بيانا دعت فيه الأمم المتحدة إلى تشكيل لجنة دولية مستقلة للتحقيق وتوضيح أسباب وفاة الشاعر والمخرج الوثائقي والصحفي بكتاش أبتين.[12]

## تقارير السنوي

### تقرير 2013
أعلنت مراسلون بلا حدود في بيان صحفي عام 2013 أنه على الرغم من وعود حكومة حسن روحاني، فإن اعتقال النشطاء الإعلاميين مستمر. لا يزال غالبية الصحفيين والمدونين المسجونين الذين تم اعتقالهم بعد انتخابات 12 يونيو / حزيران 2009 المثيرة للجدل وبعد الاحتجاجات الشعبية في السجن. وتم اعتقال 76 ناشطًا إعلاميًا في إيران.

### تقرير 2014
وفقًا للتقرير السنوي لعام 2014 لمنظمة مراسلون بلا حدود، قتل 66 شخص من الصحفيين في جميع أنحاء العالم، ثلثيهم قتلوا في مناطق الحرب. أكثر المناطق دموية للصحفيين هذا العام كانت سوريا ثم فلسطين وأوكرانيا والعراق وليبيا. تضاعف عدد الصحفيين الذين أجبروا على الفرار من بلادهم بسبب العنف منذ عام 2013 وارتفع عدد الصحفيين المدانين من قبل حكوماتهم إلى 178، معظمهم في مصر وأوكرانيا، تليها الصين وإريتريا وإيران. هناك نقطة أخرى مذكورة في التقرير السنوي وهي انخفاض عدد الصحفيين الذين قتلوا في دول تعيش في سلام. في هذا الصدد، يمكننا أن نذكر البلدين من الفلبين والهند.

### تقرير 2015
نشرت مراسلون بلا حدود تقريرها السنوي يوم الخميس 12 فبراير 2015. يفحص التقرير 180 دولة في العالم، بما في ذلك إيران، ويصنفها حسب حالة حرية الصحافة والإعلام المستقل، ووضع الصحفيين. تحتل إيران المرتبة 173، مما يشير إلى أن وضع حرية الصحافة والصحفيين لم يتحسن على الرغم من وعود حكومة روحاني، وأن مخاوف المنظمة بشأن وضع الصحفيين في إيران مستمرة. وبحسب التقرير، تحتل إيران المرتبة الثالثة في العالم في سجن الصحفيين. وقدرت المنظمة عدد الصحفيين الذين قتلوا بسبب حياتهم المهنية، أو الذين لقوا حتفهم بشكل مثير للريبة، خلال عام 2015 عند 110.

### تقرير 2016
أصدرت مراسلون بلا حدود تقريرها السنوي في 13 ديسمبر 2016، والذي ينص على أنه في عام 2016، كان هناك 348 صحفيًا مسجونًا و 52 رهينة. يعيش ما يقارب من ثلثي الصحفيين المسجونين في تركيا والصين وسوريا ومصر وإيران.

### تقرير 2017
وفقًا لتقرير مراسلون بلا حدود السنوي لعام 2017، قتل 65 صحفيًا، من بينهم 50 صحفيًا محترفا، و 326 سجينًا و 54 صحفيًا كرهائن. الصين وتركيا وفيتنام وإيران وسوريا هي أكبر السجون للصحفيين والنشطاء الإعلاميين.

### تقرير 2018
أعلنت مراسلون بلا حدود (RSF) عن التقرير السنوي لعام 2018 حول العنف المميت ضد الصحفيين وإساءة معاملتهم، أن أكثر من 80 صحفيًا قتلوا و 348 مسجونين حاليًا، و 60 آخرين محتجزون كرهائن، مما يشير إلى أن إيران هي أكثر الدول قمعًا الصحفيين. كما صنفت (مراسلون بلا حدود) إيران كواحدة من الدول الخمس التي يسجن فيها صحفيون، إلى جانب الصين و... وبحسب التقرير، تحتل إيران المرتبة 164 وتظل واحدة من أكبر السجون للصحفيين في العالم.

### تقرير 2019
وفقًا للتقرير السنوي العالمي لحرية الصحافة لعام 2019 الذي أعدته مراسلون بلا حدود، تم تصنيف النرويج من بين 180 دولة على أنها أكثر الدول حرية وأمانًا لوسائل الإعلام، حيث احتلت إيران المرتبة 170 وأفغانستان 121 وتركمانستان 180. وتراجع موقف إيران ستة أماكن عن العام الماضي، بينما انخفض موقف أفغانستان بثلاثة أماكن.

### تقرير 2020
أصدرت منظمة مراسلون بلا حدود تقريرها السنوي لعام 2020 يوم الثلاثاء 23 مايو. وفقًا للتقرير، في أحدث تصنيف لحرية الإعلام في 180 دولة، احتلت جمهورية إيران الإسلامية المرتبة 173، وهي أدنى بثلاث مراتب عن عام 2019. تحتل سوريا والصين وكوريا الشمالية المرتبة 174 و 177 و 180 على التوالي.

### تقرير 2023
في تقريرها لعام 2023 المنشور في 3 مايو، قامت منظمة مراسلون بلا حدود بتقييم حالة حرية وسائل الإعلام في 180 دولة. ووفقًا لهذا التقرير ، فإن حكومة جمهورية إيران الإسلامية تحتل المرتبة 177 من أصل 180 دولة بعد كوريا الشمالية والصين وفيتنام ، كما تم تصنيفها كواحدة من أخطر الدول بالنسبة للصحفيين.

## قائمة سالبي حرية الصحافة
من أهم الأسماء في قائمة سالبي حرية الصحافة لسنة 2011-2012 (بالإنجليزية: The 2011-2012 Predators of Press Freedom)‏:
- الصومال، الشباب (تنظيم صومالي).
- الصين، هو جينتاو.
- إيران، علي خامنئي.
- إيران، محمود أحمدي نجاد.
- البحرين، حمد بن عيسى آل خليفة.
- كوريا الشمالية، كيم جونغ أون.
- روسيا، فلاديمير بوتين.
- سوريا، بشار الأسد.
- مصر، المجلس الأعلى للقوات المسلحة.
- فلسطين، منظمة حماس.
- فلسطين، قوات فتح.
- المكسيك، عصابة جلف.
- كازاخستان، نور سلطان نزاربييف.

## قائمة أعداء الإنترنت
في عام 2006، بدأت منظمة مراسلون بلا حدود (بالفرنسية: Reporters sans frontières)‏ وتعرف إختصارا بRSF وهي منظمة دولية مقرها باريس تناصر حرية الصحافة والنشر، بدأت بنشر قائمة "أعداء الإنترنت". وصنفت المنظمة الدول على أنها أعداء للإنترنت بناء على أن "كل هذه الدول وسمت نفسها وبرزت ليس لقدرتها على حجب الأخبار والمعلومات على الشبكة وحسب، ولكن أيضا لممارساتها القمعية التي ترقى لتكون منظمة ضد مستخدمي الإنترنت" في 2007، إضيفت قائمة بالدول التي تضع مواطنيها "تحت المراقبة".
| أعداء الإنترنت الحاليين: - البحرين: 2012–للآن - بيلاروسيا: 2006–8, 2012–للآن - الصين: 2008–للآن - كوبا: 2006–للآن - اثيوبيا: 2014–للآن - الهند: 2014–للآن - إيران: 2006–للآن - كوريا الشمالية: 2006–للآن - باكستان: 2014–للآن - روسيا: 2014–للآن - السعودية: 2006–للآن - السودان: 2014–للآن - سوريا: 2006–للآن - تركمانستان: 2006–للآن - الإمارات العربية المتحدة: 2014–للآن - المملكة المتحدة: 2014–للآن - الولايات المتحدة الأمريكية: 2014–للآن - أوزبكستان: 2006–للآن - فيتنام: 2006–للآن أعداء سابقون للإنترنت: - مصر: 2006–10 - ميانمار: 2006–13 - تونس: 2006–10 | دول "تحت المراقبة": - استراليا: 2009–للآن - مصر: 2011–للآن - إريتريا: 2008–9, 2011–للآن - فرنسا: 2011–للآن - كازاخستان: 2008–للآن - ماليزيا: 2008–9, 2011–للآن - كوريا الجنوبية: 2009–للآن - سريلانكا: 2008–9, 2011–للآن - تايلاند: 2008–للآن - تونس: 2011–للآن - تركيا: 2010–للآن دول تحت المراقبة سابقا: - البحرين: 2008–9 و 2011 - بيلاروسيا: 2009–11 - الهند: 2008–13 - الأردن: 2008 - ليبيا: 2008 و 2011 - روسيا: 2010–13 - طاجيكستان: 2008 - الإمارات العربية المتحدة: 2008–13 - فنزويلا: 2011 - اليمن: 2008–9 |

عندما نُشرت قائمة "أعداء الإنترنت" لأول مرة عام 2006، كانت تضم 13 دولة. بين عامي 2012 و2006 إنخفض الرقم ليصل إلى 10 ثم إرتفع ليصلإ إلى12. لم تحدث القائمة عام 2013. وفي عام 2014 كَبُرت القائمة لتضم 19 دولة بزيادة التركيز على المراقبة بالإضافة للحجب. ولم تحدث القائمة عام 2015
عندما نُشرت قائمة "قائمة الدول التي تضع مواطنيها تحت المراقبة" عام 2008، كانت تضم 10 دول. بين 2008 و2012 إزداد العدد إلى 16 وإنخفض إلى 11. لم تحدث الثائمة عام 2013، 2014 أو 2015

## وصلات خارجية
- الموقع الرسمي لـ مراسلون بلا حدود.